# Hjalmar Kumlien
Knut Hjalmar Kumlien [-liːn], född 17 mars 1837 i Härlanda socken, Västergötland, död 12 oktober 1897 i Hedvig Eleonora församling Stockholm, var en svensk arkitekt. Han var bror till Axel Kumlien (1833–1913) och far till Axel Emanuel Kumlien (1882–1971).

## Biografi
Efter examen vid Högre allmänna läroverket i Skara 1853 studerade han vid Chalmersska slöjdskolan till 1856 och fortsatte därefter studierna vid Tekniska byggnadsskolan i Holzmünden i Braunschweig 1858–1860. Han arbetade därefter som stationshusarkitekt hos Adolf W. Edelsvärd vid Statens Järnvägars arkitektkontor 1860–1872. Därefter drev han, tillsammans med sin bror Axel Kumlien, egen verksamhet. Bröderna är upphovsmän till ett stort antal byggnader i Stockholms innerstad, bland annat Münchenbryggeriet, Villa Täcka udden på Djurgården och ett 20-tal villor i Villastaden norr om Humlegården. Även utanför Stockholm blev Kumlien verksam som exempelvis för nybygget av Nådhammars corps de logi som han ritade 1875 för mejeriidgaren Hildemar Lidholm. Till Axel och Hjalmar Kumliens sakrala byggnader hör S:t Paulskyrkan vid Mariatorget, Andreaskyrkan på Högbergsgatan i Stockholm och Ljusterö kyrka, en särpräglad skärgårdskyrka i trä ombyggd 1894 efter ritningar av Hjalmar Kumlien. Han är representerad vid bland annat Hallwylska museet.

## Verk i urval

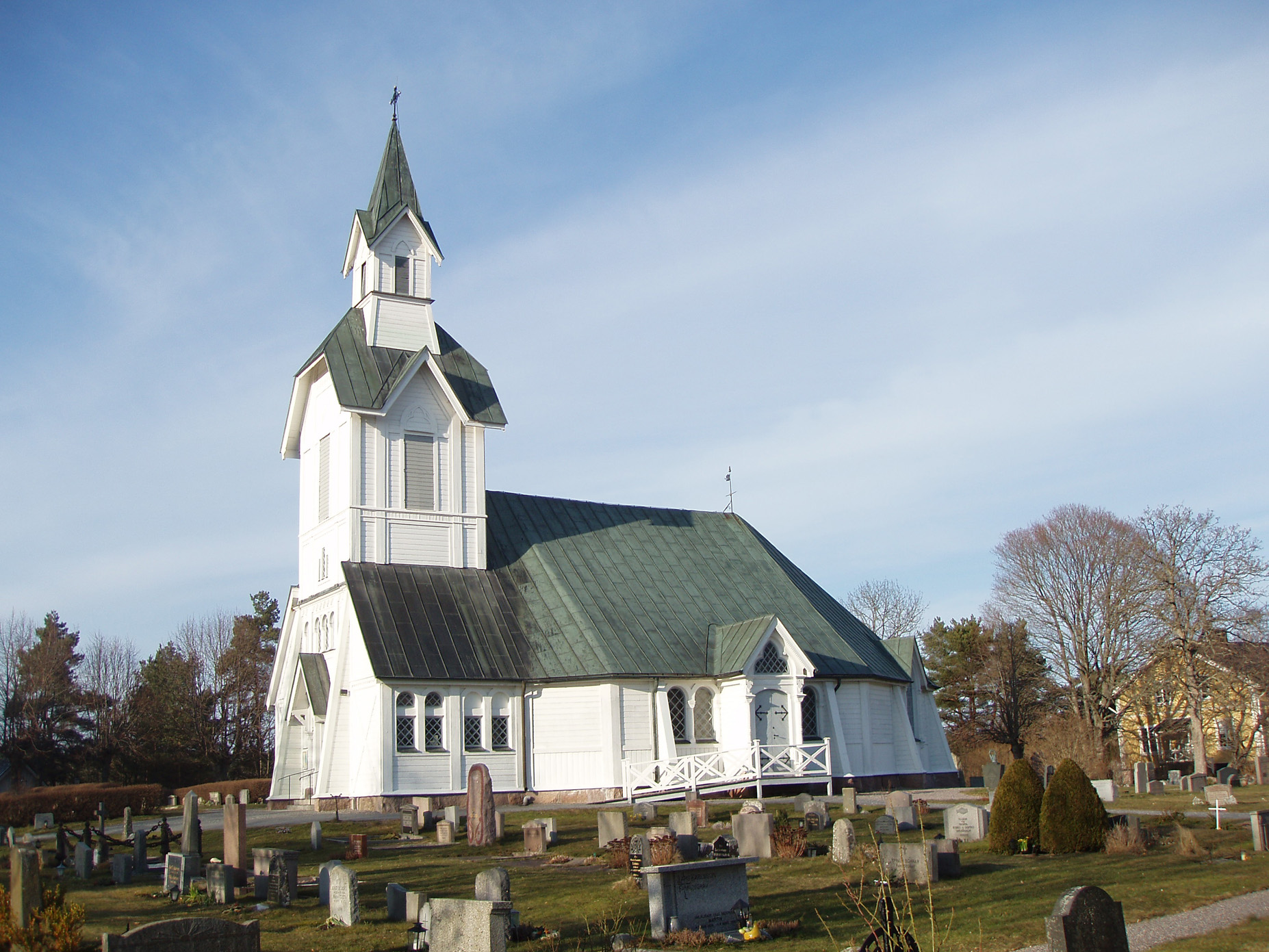
Ljusterö kyrka, ombyggnad 1894. Foto: Mars 2008.
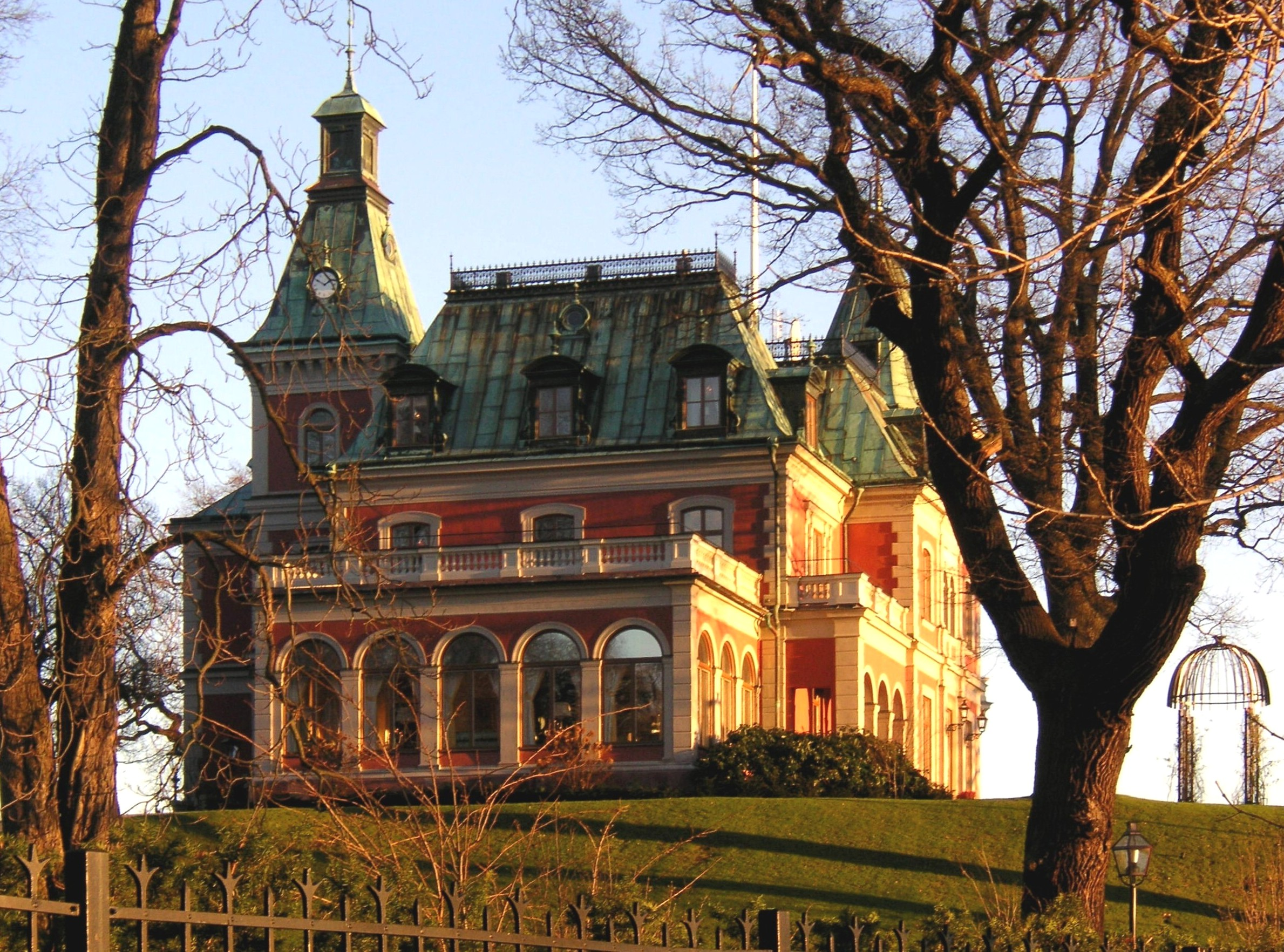
Villa Täcka udden på Djurgården i Stockholm. Foto: Juli 2005.
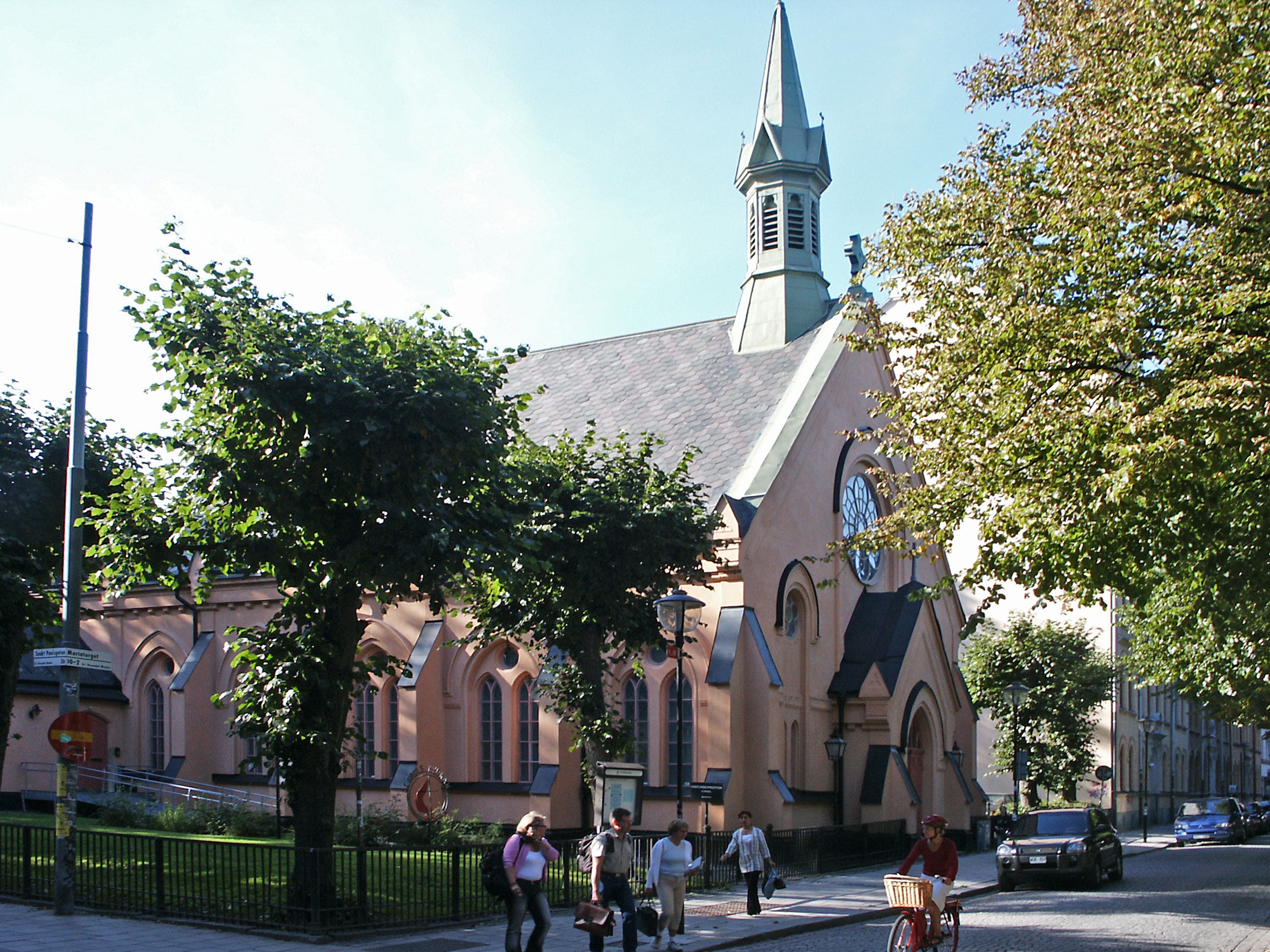
Sankt Paulskyrkan, Stockholm. Foto: September 2005.
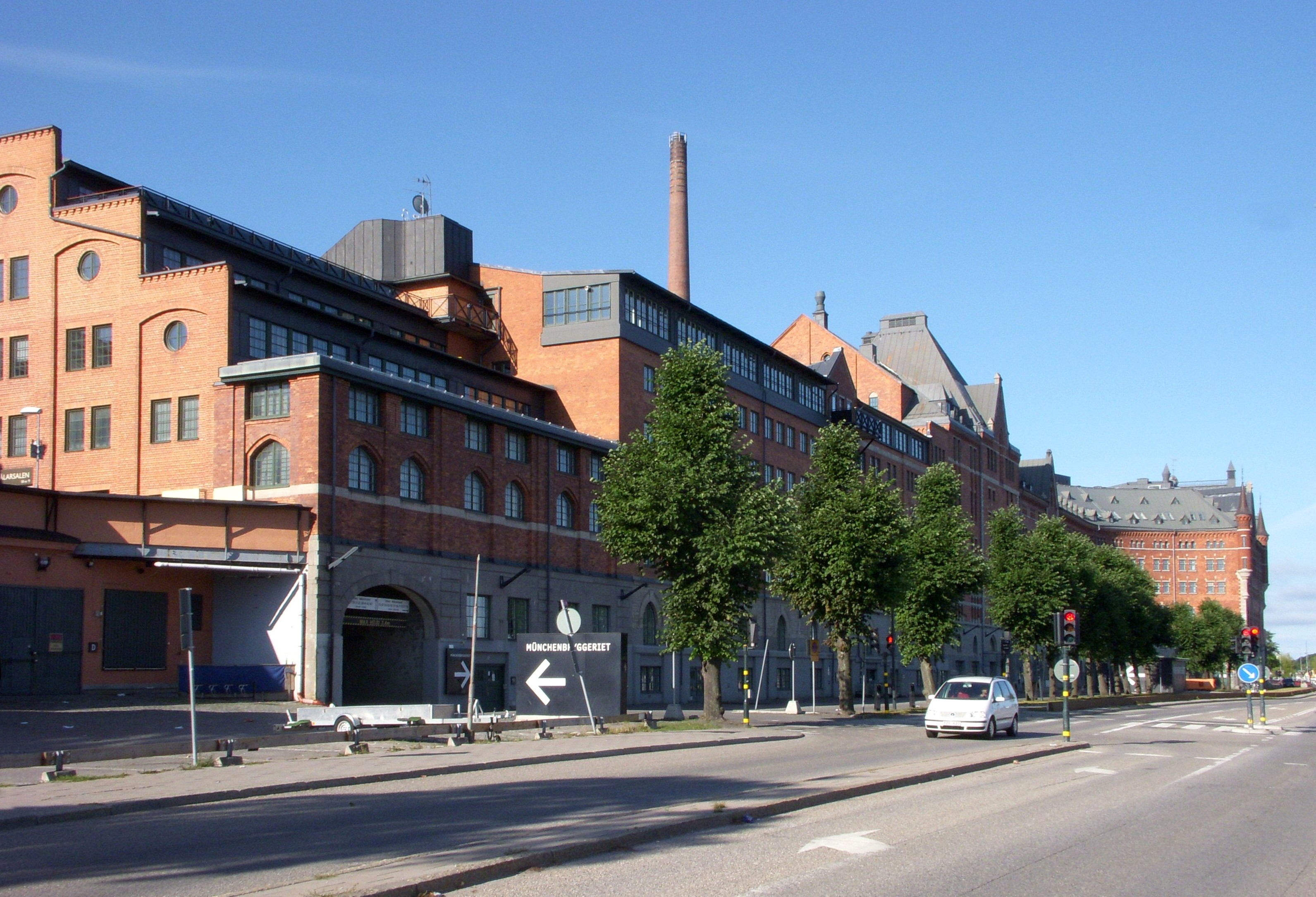
Münchenbryggeriets fasad, gestaltades av Hjalmar Kumlien